# Mahaicony
Mahaicony – miejscowość w Gujanie, w regionie Mahaica-Berbice. Według danych szacunkowych na rok 2008 liczy 2157 mieszkańców.